# 波塔基特红袜

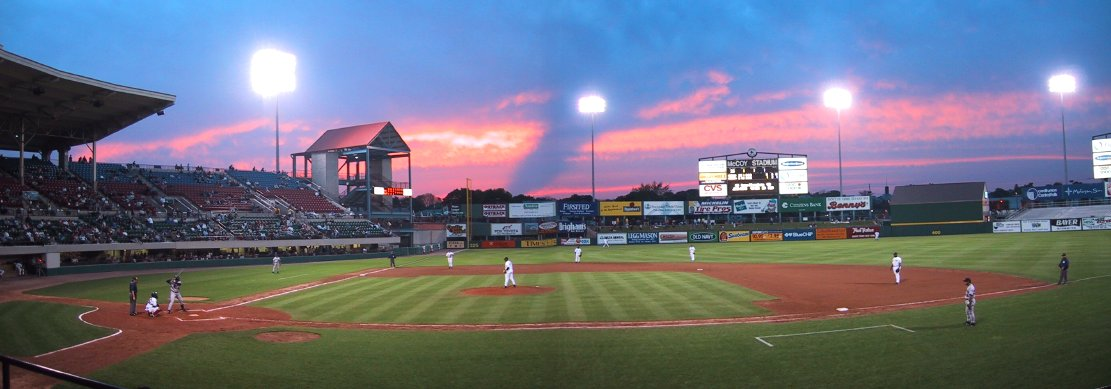
麥考伊球場

波塔基特紅襪是美國職棒小聯盟國際聯盟3A等級的球隊，附屬於大聯盟的波士頓紅襪隊。球隊主場位於羅得島州的波塔基特。羅傑·克萊門斯、諾馬·賈西亞帕拉、凱文·尤克里斯等球星曾在此隊效力。

## 球隊歷史
波塔基特紅襪於1970年首次在麥考伊球場亮相，當時是2A東方聯盟的球隊之一。3個賽季之後上升為3A級別的球隊。
1977年波塔基特紅襪隊第一次奪得了國際聯盟的冠軍。2003年的常規賽，球隊拿下了隊史上最多的83勝，但在季後賽總督杯中以總比分0比3負於對手。
在總經理本·蒙道爾的管理之下，紅襪隊的球迷數量有了很大的增長，單場比賽入場人數從1977年的1000名上升到2000年的9000名。門票價格始終保持在6美元和10美元。2005賽季一共賣出了68萬8421張門票，創了隊史的新紀錄。

### “史上最長的比賽”
波塔基特紅襪參與了職業棒球史上最長的比賽。1981年4月18日，在麥考伊球場進行的波塔基特紅襪對羅徹斯特紅翼比賽總共打了33局。這場比賽進行到當地時間凌晨4點07分第32局時被中斷。剩下的比賽在6月18日恢復進行，不過只用了一局就分出勝負，波塔基特紅襪靠著第33局下半滿壘時一支安打，最終以3比2擊敗對手。未來大聯盟明星球員卡爾·小瑞普肯和韋德·博格斯也參與了這場比賽。
2006年6月23日，為了紀念“史上最長比賽”25周年，波塔基特紅襪舉行了盛大的慶祝儀式。

### 完全比賽
2000年6月1日，日籍投手大家友和為波塔基特紅襪投了一場9局的完全比賽。大家友和僅用76球就連續解決了夏洛特騎士的27個打席，球隊以2比0獲勝。這是國際聯盟自1952年以來的第一場完全比賽。
2003年8月19日，波塔基特紅襪投手布洛申·阿羅約在主場對水牛城野牛的比賽中投出完全比賽。他總共用101球，三振9名打者，並製造10個飛球出局和8個滾地球出局。

## 史上最長的比賽 Line score
| 球隊     | 1 | 2 | 3 | 4 | 5 | 6 | 7 | 8 | 9 | 10 | 11 | 12 | 13 | 14 | 15 | 16 | 17 | 18 | 19 | 20 | 21 | 22 | 23 | 24 | 25 | 26 | 27 | 28 | 29 | 30 | 31 | 32 | 33 | R | H  | E |
| -------- | - | - | - | - | - | - | - | - | - | -- | -- | -- | -- | -- | -- | -- | -- | -- | -- | -- | -- | -- | -- | -- | -- | -- | -- | -- | -- | -- | -- | -- | -- | - | -- | - |
| 羅徹斯特 | 0 | 0 | 0 | 0 | 0 | 0 | 1 | 0 | 0 | 0  | 0  | 0  | 0  | 0  | 0  | 0  | 0  | 0  | 0  | 0  | 1  | 0  | 0  | 0  | 0  | 0  | 0  | 0  | 0  | 0  | 0  | 0  | 0  | 2 | 18 | 3 |
| 波塔基特 | 0 | 0 | 0 | 0 | 0 | 0 | 0 | 0 | 1 | 0  | 0  | 0  | 0  | 0  | 0  | 0  | 0  | 0  | 0  | 0  | 1  | 0  | 0  | 0  | 0  | 0  | 0  | 0  | 0  | 0  | 0  | 0  | 1  | 3 | 21 | 1 |

## 外部鏈接
- 波塔基特紅襪官方網站
- 小聯盟網站波塔基特紅襪隊頁面 （页面存档备份，存于）
- Boston Red Sox prospects （页面存档备份，存于）
- 波塔基特紅襪球員名單和數據[永久]
- 波塔基特紅襪歷年球員名單 （页面存档备份，存于）